# Leptomys elegans
Leptomys elegans es una especie de roedor de la familia Muridae.

## Distribución geográfica
Se encuentra en Nueva Guinea Occidental (Indonesia) y Papúa Nueva Guinea.

## Hábitat
Su hábitat natural son: zonas tropicales o subtropicales, bosques áridos.

## Estado de conservación
Se encuentra amenazada de extinción por la pérdida de su hábitat natural.